# Mihran Hakobyan

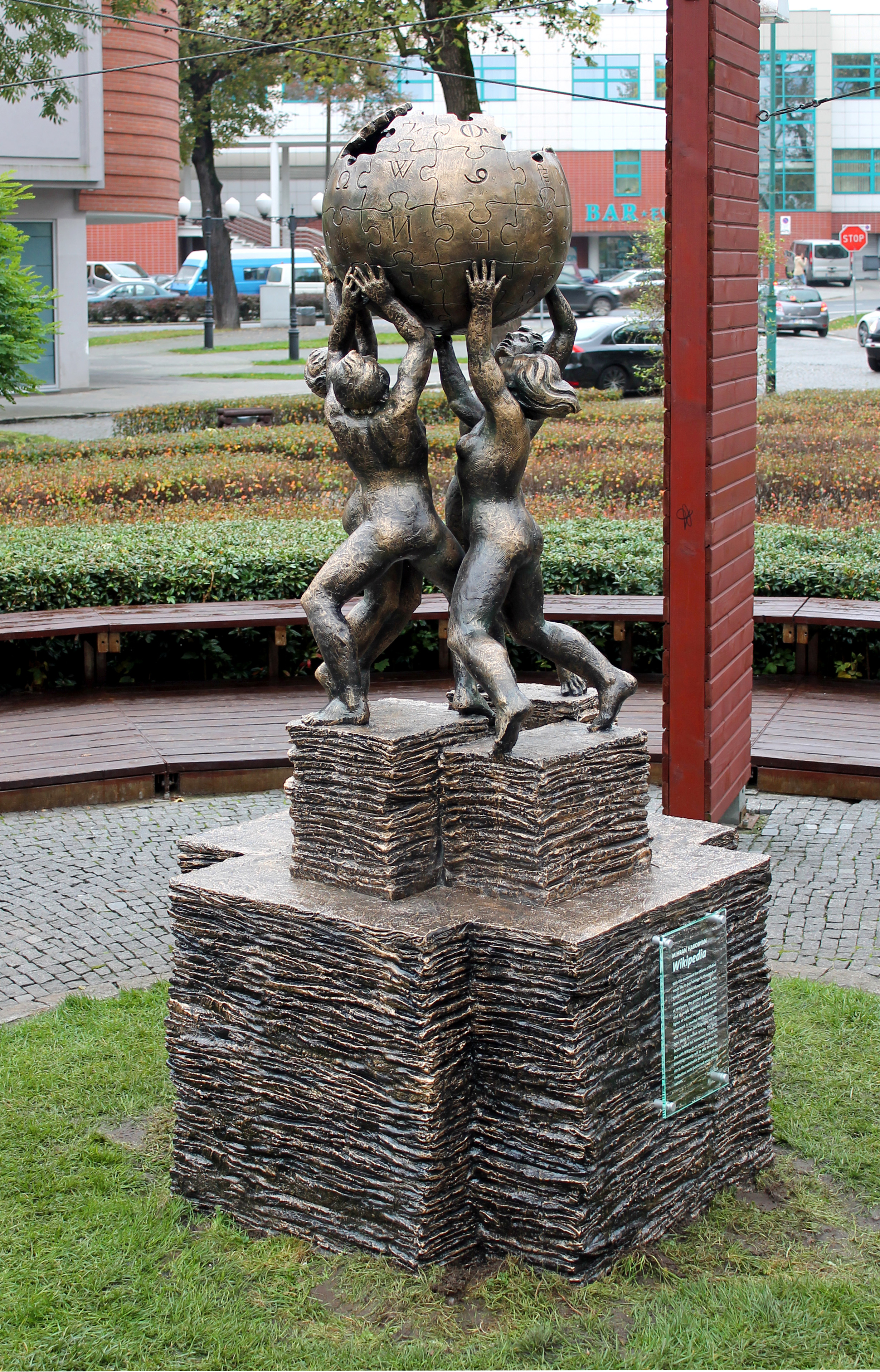
Mihran Hakobyan skapade Wikipediamonumentet i Słubice.

Mihran Hakobyan (armeniska: Միհրան Հակոբյան), född 18 februari 1984 i Stepanakert, är en armenisk skulptör. Han skapade Wikipediamonumentet i Słubice, den första i sitt slag.